# Lijst van koningen van Tyrus
Dit is een (incomplete) lijst van koningen van Tyrus.

## Oude koningen van Tyrus op basis van Griekse mythen
- ca. 1500 v.Chr. - Agenor
- Feniks
- ca. 1400 v.Chr. - Eri-Aku

## Late bronstijd
- ca. 1350-1335v.Chr. - Abi-Milku
- ca. 1230 v.Chr. - Aribas
- ca. 1220 v.Chr. - Baal-Termeg
- ca. 1193 v.Chr. - Baal
- ca. 1163-1125 v.Chr. - Pummay

## Koningen van de Sidoniërs
- 993-981 v.Chr. - Abibaal
- 980-947 v.Chr. - Hiram I
- 946-930 v.Chr. - Baäl-Eser I
- 929-921 v.Chr. - Abdastartus
- 920-901 v.Chr. - Astartus
- 900-889 v.Chr. - Deleastartus
- 888-880 v.Chr. - Astarymus
- 879 v.Chr. - Phelles
- 878-847 v.Chr. - Ithobaäl I
- 846-841 v.Chr. - Baäl-Eser II
- 840-832 v.Chr. - Mattan I
- 831-785 v.Chr. - Pygmalion

## 8e en 7e eeuw voor Christus
- 750-739 v.Chr. - Ithobaäl II
- 739-730 v.Chr. - Hiram II
- 730-729 v.Chr. - Mattan II
- 729-694 v.Chr. - Elulaios
- 694-680 v.Chr. - Abd Melqart
- 680-660 v.Chr. - Baal I

## Post-Assyrische periode
- 591-537 v.Chr. - Ithobaäl III